# Sixte François Deusy
Sixte François Joseph Deusy est un homme politique français né le 19 mars 1761 à Neuville-Saint-Vaast (Pas-de-Calais) et décédé le 25 août 1821 à Douai (Nord).
Avocat au conseil d'Artois en 1778, il est député du Pas-de-Calais de 1791 à 1792. Il siège avec les modérés et préside le comité de féodalité. Le 8 août 1792, il refuse de mettre La Fayette en accusation, ce qui lui vaut d'être attaqué par la foule à la sortie de l'assemblée. Il est juge de paix à Arras en 1799 puis devient avocat à Douai sous la Restauration.

## Sources
- « Sixte François Deusy », dans Adolphe Robert et Gaston Cougny, Dictionnaire des parlementaires français, Edgar Bourloton, 1889-1891 [détail de l’édition]

- Ressource relative à la vie publique :   - Base Sycomore
- Notices d'autorité :   - VIAF
  - ISNI
  - IdRef